# Fever (Dua Lipa)
Fever is een nummer van de Britse zangeres Dua Lipa, in samenwerking met de Belgische zangeres Angèle. Het nummer dat uitgebracht werd op 30 oktober 2020, geldt als de zesde single van het album Future Nostalgia, althans de digitale editie daarvan. Fever stond wekenlang bovenaan de hitlijsten van Frankrijk als België (zowel Vlaanderen als Wallonië).

## Achtergrond
Nadat verschillende beelden vrijgegeven werden waar de zangeressen samen gespot werden voor een videoclip in een restaurant in Londen, werd door beide zangeressen op 26 oktober 2020 officieel aangekondigd via een foto op beide zangeressen hun social media. Ze voegden daarbij de emoji van een thermometer toe, die verwees naar de titel van het nummer Fever. De single is Angèle's eerste Engelstalige nummer.
De zangeressen werkten telefonisch aan het nummer, gezien het door de Coronapandemie niet mogelijk was om samen in de studio aan het nummer te werken. Lipa en haar team schreven de Engelse tekst, waar Angèle de Franse teksten aan toevoegde.

## Commercieel succes
Het nummer bereikte zowel in België als in Frankrijk direct de eerste plaats in de iTunes-hitlijst. In België groeide het succes verder toen het door radiozender MNM werd uitgeroepen tot Big Hit. In de Ultratop 50 stond het nummer acht weken op nummer 1. In Wallonië kwam Fever zelfs direct binnen op nummer 1, waar het 18 weken aan de top bleef staan. Hiermee brak Angèle haar eigen record voor het langst op nummer 1 genoteerde Belgische nummer en evenaarde ze het aller-tijden record van Adele. Voor Dua Lipa betekende dit haar vierde nummer 1-hit in Vlaanderen en haar eerste in Frankrijk.
Begin januari 2021 werd Fever bekroond met een platina certificering voor de verkoop van 40.000 exemplaren. In maart en mei 2021 volgden een dubbel en later driedubbel platina certificaat. In Frankrijk ontving het nummer een diamanten plaat.
Eind april 2022 won Fever de MIA voor Hit van het jaar. Op de dag van de uitreiking in Paleis 12 kreeg Angèle een videoboodschap waarin Dua Lipa de Belgische fans bedankte.

## Live performances

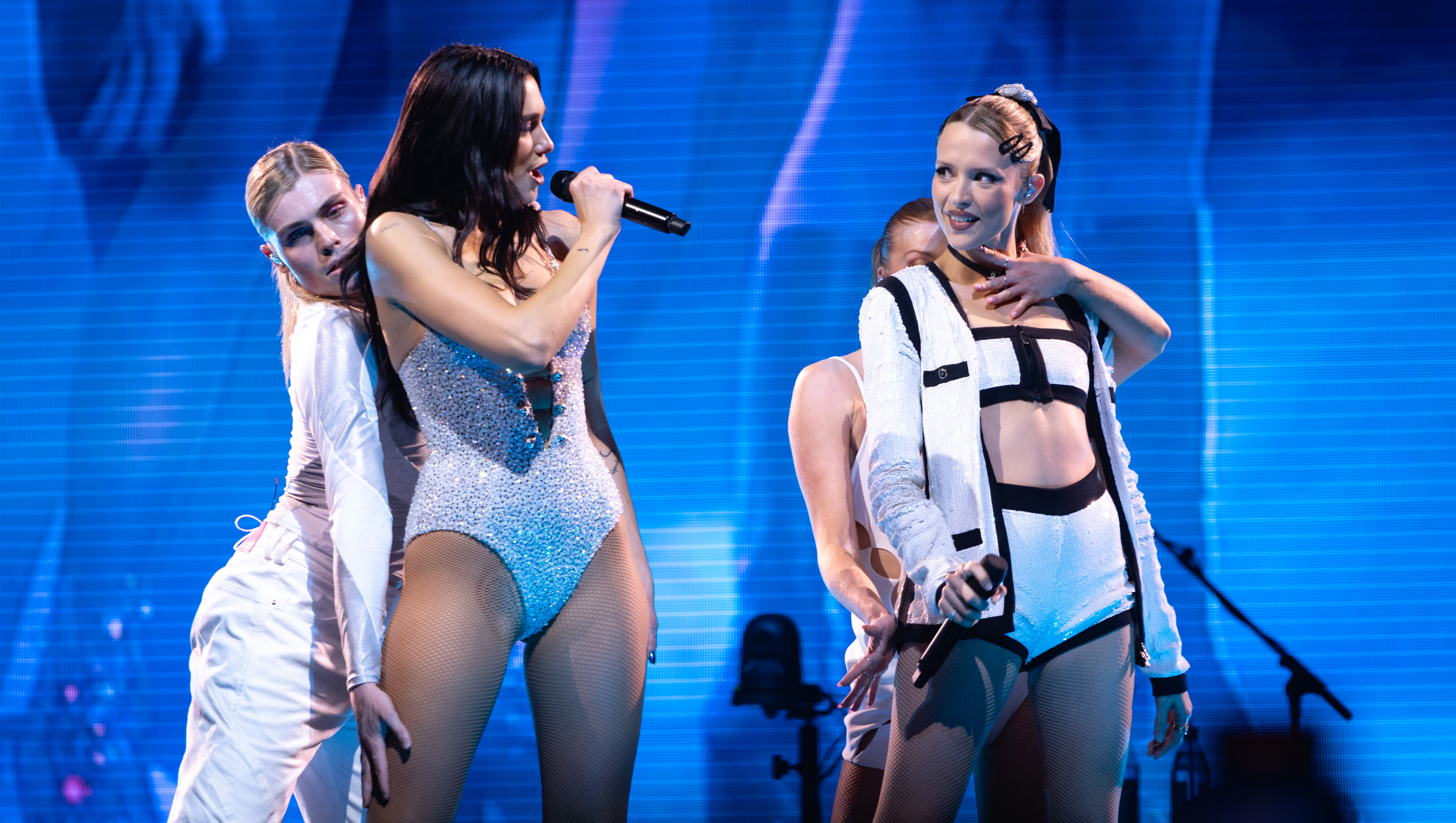
Dua Lipa en Angèle zongen het nummer Fever live in Londen tijdens de Future Nostalgia Tour.

Het nummer werd voor het eerst gezongen tijdens het online liveconcert Studio 2054 van Dua Lipa, waar Angèle te gast was. Op 5 december 2020 brachten de zangeressen het nummer ook live tijdens de NRJ Music Awards.
Op 1 maart 2022 brachten de zangeressen het nummer tijdens Dua's Future Nostalgia Tour in Madison Square Garden, New York. Later was Angèle ook nog driemaal als gast te zien in de O₂ Arena van Londen, de AccorHotels Arena in Parijs en op Primavera Sound in Barcelona. Ook Angèle plaatste het nummer in de setlist van haar Nonante-Cinq Tour.
Lipa en Angèle zongen het nummer op 13 juni 2025 tijdens Lipa's Radical Optimism Tour-optreden in het Sportpaleis in Antwerpen.

## Videoclip
De videoclip van Fever werd geregisseerd door het Franse collectief We are from L.A. en opgenomen in Londen in oktober 2020. De opnames vonden plaats over drie nachten en waren de eerste ontmoeting tussen Lipa en Angèle. Het concept van de video speelt in op het stereotype dat vrouwen 's avonds beter thuisblijven om onveiligheid op straat te vermijden, maar toont tegelijkertijd hoe vrouwen zich veiliger voelen wanneer ze samen zijn. De cast bestond volledig uit vrouwen. De clip volgt Lipa en Angèle die 's nachts door Londen dwalen, dansen, frieten eten, een feestje bezoeken en uiteindelijk in een vismarkt belanden. Bij de première op 6 november 2020 via YouTube vond er voorafgaand een livegesprek plaats met beide artiesten. De videoclip werd genomineerd voor Best Color Grading bij de UK Music Video Awards 2021.

## Hitlijsten

### VlaamseUltratop 50
| Positie: | 3  | 1  | 1  | 2  | 1  | 1  | 1  | 1  | 2  | 1  | 1  | 2  | 5  | 3  | 3   |
| Week:    | 16 | 17 | 18 | 19 | 20 | 21 | 22 | 23 | 24 | 25 | 26 | 27 | 28 | 29 |     |
| Positie: | 3  | 6  | 9  | 8  | 10 | 11 | 16 | 21 | 22 | 23 | 29 | 38 | 39 | 45 | uit |